# Mama (film din 2013)
Mama este o producție cinematografică hispano-canadiană regizată de  Andrés Muschietti, avându-i în rolurile principale pe Jessica Chastain și Nikolaj Coster-Waldau. Pelicula este încadrată în categoria filmelor de groază și are la bază scurt-metrajul spaniol Mamá realizat tot de Andreas Muschietti și care a avut premiera în 2008. Ca producător executiv l-a avut pe Guillermo del Toro. Filmul a avut premiera la data de 18 ianuarie 2013 în SUA, 1 februarie în Mexic și 8 februarie în Spania.

## Relatarea acțiunii
În urma unei crime și a unui accident rutier, surorile Victoria și Lily rămân singure într-o cabană părăsită în munți. Erau declarate dispărute, iar unchiul lor, Lucas, și logodnica acestuia, Annabel, nu încetau să le caute. După 5 ani, stăruința lor a dat roade, fetele au fost găsite într-o cabană semi-dărâmată din mijlocul pădurii, comportându-se ca niște animale și fiind subnutrite. Instituțiile de ocrotire socială au preluat cazul, și în urma unei hotărâri judecătorești, le acordă dreptul de tutore, unchiului acestora. Datorită faptului că aveau nevoie de atenția psihologilor li s-a oferit o casă cu chirie gratis, într-o zonă apropiată. În scurt timp, fetele, în special Victoria au început să se apropie de cei doi, corectându-și treptat și comportamentul. Într-o noapte, Anabel crezând că sunt hoți în casă l-a alertat pe Lucas, dar acesta ducându-se să vadă dacă e cineva a fost împins pe scări de o forță bizară ajungând în comă la spital.

## Distribuție
- Jessica Chastain, Annabel.
- Nikolaj Coster-Waldau, Lucas/Jeffrey.
- Megan Charpentier, Victoria
  - Morgan Mcgarry, Victoria (mică).
- Isabelle Nélisse, Lilly
  - Maya y Sierra Dawe, Lilly (mică).
- Daniel Kash,l Dr. Dreyfuss.
- Elva Mai Hoover, secretara lui Dreyfuss.
- Javier Botet, «Mama» (stafia).
  - Laura Guiteras, Melina Matthews și Jane Mofatt vocea stafiei.
- Jane Moffat, Jean Podolski.
- Hannah Cheesman, «Mama» și femeia scheletică.
- Julia Chantrey, Nina.
- Diane Gordon, Louise.
- Dominic Cuzzocrea, Ron.
- David Fox, Burnsie.
- Pamela Farrauto, măicuța #1.
- Chrys Hobbs, măicuța #2.

## Încasări
Pe durata primului sfârșit de săptămână după premieră, a fost difuzată în 2647 săli de cinemtograf din SUA și a avut încasări de 28.123.000 dolari, situându-se pe prima poziție în acel week-end, urmată fiind de filmele Zero Dark Thirty și Silver Linings Playbook. Până pe data de 1 aprilie 2013 a strâns 126.988.220 dolari încasări în întreaga lume. În primul sfârșit de săptâmână de după debutul filmului în Spania s-au încasat 2,6 milioane de dolari. Până în aprilie 2013, filmul Mama e filmul cu cele mai mari încasări în 2013 în Spania.

## Legături externe
Format:Andrés Muschietti